# Braddock Heights
Braddock Heights statisztikai település az Amerikai Egyesült Államok Maryland államában, Frederick megyében. Lakosainak száma 3075 fő (2020. április 1.).

## Népesség
A település népességének változása:
| Lakosok száma | 4627 | 2608 | 3075 |
|               | 2000 | 2010 | 2020 |